# Distretto di Yaután
Il distretto di Yaután è un distretto del Perù nella provincia di Casma (regione di Ancash) con 7.571 abitanti al censimento 2007 dei quali 2.616 urbani e 4.955 rurali.
È stato istituito il 21 ottobre 1870.